# سامسونج جالكسي دبليو
سامسونج غالاكسي دبليو (بالإنجليزية: Samsung Galaxy W)‏ هو هاتف ذكي من إلكترونيات سامسونج يعمل بنظام أندرويد.

## الخصائص
- نظام التشغيل: أندرويد
- الكاميرا الخلفية: 5 ميجابكسل
- الشاشة: إل سي دي
- الوزن: 3.9 أونصة (110 غ)
- المعالج: 1.4 جيجا هرتز
- الذاكرة: 512 ميجابايت رام
- التخزين: 4 جيجابايت ذاكرة وميضية